# Mikkel Andersen
Mikkel Andersen est un footballeur danois né le 17 décembre 1988 à Herlev.

## Biographie
En janvier 2012, il signe une prolongation de contrat avec Reading, s'engageant jusqu'en 2015. En août 2012, il est de nouveau prêté, cette fois-ci à Portsmouth.

## Palmarès

### En sélection
- Finaliste du Tournoi de Toulon 2010
- Meilleur gardien du Tournoi de Toulon 2010